# سیارک ۱۷۹۶۰
سیارک ۱۷۹۶۰ (به انگلیسی: 17960 Liberatore، نامگذاری:1999JB36) هفده هزار و نهصد و شصتمین سیارک کشف شده‌است که در ۱۰ مه ۱۹۹۹ کشف شد.
قدر مطلق سیارک برابر ۱۹.۵ است.